# Hexommulocymus
Hexommulocymus es un género de arañas cangrejo de la familia Thomisidae. Contiene una sola especie, Hexommulocymus kolosvaryi. La especie fue descrita por el italiano Lodovico di Caporiacco en 1955.
Aparece registrada en una sección de la revista Acta Biologica Venezuelica, 1.

## Distribución
Se distribuye por América del Sur, en Venezuela.